# George Harwood
George Harwood (14 septembre 1845-7 novembre 1912) est un homme d'affaires britannique et homme politique du Parti libéral. Il est le deuxième fils de Richard Harwood, fondateur d'une entreprise de filature de coton et qui a été maire de Bolton et deux fois maire de Salford.

## Éducation
George Harwood va à l'école dans le Lancashire puis entre dans l'entreprise de coton de son père tout en trouvant le temps de poursuivre ses études à l'Owens College. L'établissement a été fondé grâce à un legs laissé par John Owens, un marchand de coton prospère de Manchester et d'abord installé dans une maison à Deansgate, Manchester, autrefois occupée par Richard Cobden. L'Owens College devient ensuite l'Université Victoria de Manchester, qui s'est ensuite associée à l'UMIST pour devenir l'Université de Manchester.

## Religion
Harwood aime apprendre et, tout en dirigeant une filature de coton comme principale source de revenus (il devient finalement président de Richard Harwood & Son, Ltd, filatures de coton, Bolton) se consacre à l'étude des classiques et de l'économie politique, pour finalement obtenir une maîtrise de l'Université de Londres. Il décline une offre de chaire d'économie politique en Australie-Méridionale pour commencer des études de théologie et s'associe avec d'autres, dont le doyen Stanley, pour fonder la Church Reform Union qui tente d'introduire des principes démocratiques dans l'Église d'Angleterre en donnant à chaque membre d'une congrégation une part dans le gouvernement et les finances de l'église. Il vise également à unir les différentes confessions du protestantisme. Harwood est actif au sein de la Société biblique britannique et étrangère. Ordonné diacre de l'Église anglicane en 1886 par James Moorhouse, évêque de Manchester, il prêche régulièrement dans le nord de l'Angleterre au cours des deux années suivantes et est vicaire de l'église St Ann de Manchester.

## Juriste
Craignant que le commerce du coton cesse de prospérer, Harwood étudie le droit pour avoir une profession alternative. Il étudie au barreau et est admis au Lincoln's Inn en 1890. À cette époque, lui et sa famille déménagent à Londres, où Harwood commence à travailler comme avocat, même s'il voyage encore souvent vers le nord pour s'occuper de ses intérêts commerciaux dans le coton.

## Politique
Aux élections générales de 1895, il se présente comme candidat libéral à Bolton, un siège de deux députés détenu par les conservateurs depuis dix ans. Harwood prend le deuxième siège aux unionistes et l'occupe jusqu'à sa mort. Les libéraux remportent l'élection partielle après sa mort. Au Parlement, il se montre très intéressé par les questions liées à l'Église et aux licences, mais il s'occupe également des conditions de travail, étant l'un des principaux partisans d'un projet de loi prévoyant la fermeture anticipée des usines textiles le samedi, même si cela a également à voir avec le ralentissement du commerce du coton. Il est aussi trésorier de la Société nationale pour la prévention de la consommation. Pendant la guerre des Boers, Harwood est membre fondateur du comité du Telescope Fund qui vise à collecter des fonds pour fournir des télescopes afin d'améliorer l'efficacité de l'armée britannique en Afrique du Sud. Il publie de nombreux ouvrages sur la théologie et la politique.

## Famille
En 1868, il épouse Alice Marsh de Wigan et ils ont deux fils et une fille. Alice est décédée en 1894 et Harwood se remarie en 1904 avec Ellen Hopkinson, la fille du vice-chancelier de l'Université de Manchester.
- L'un des fils de Harwood, Harold Marsh Harwood (1874-1959) reprend l'entreprise familiale de coton, mais est également auteur de théâtre et directeur de théâtre[4].
- Une fille, Margaret Harwood, épouse en 1902 Frederick Kincaid Etlinger[5].
- Une autre fille, Georgina Harwood (1905-2006), épouse Christopher Francis Battiscombe, lieutenant-colonel des Grenadier Guards. Elle est la biographe de la reine Alexandra, de John Keble, de Mme Gladstone, de Christina Rossetti, d'Elizabeth Wordsworth et des Spencer d'Althorp.

Après sa mort à son domicile de Knightsbridge, South Audley St, George Harwood est enterré au cimetière de West Norwood.